# Kęty (gemeente)
De gemeente Kęty is een stad- en landgemeente in het Poolse woiwodschap Klein-Polen, in powiat Oświęcimski.
De zetel van de gemeente is in Kęty. De gemeente bestaat uit miasto Kęty (gemeentezetel) en sołectwo: Bielany, Bulowice, Łęki, Nowa Wieś, Malec en Witkowice.
Op 30 juni 2004 telde de gemeente 33 448 inwoners.

## Oppervlakte gegevens
In 2002 bedroeg de totale oppervlakte van gemeente Kęty 75,79 km², waarvan:
- agrarisch gebied: 64%
- bossen: 16%

De gemeente beslaat 18,67% van de totale oppervlakte van de powiat.

## Demografie
Stand op 30 juni 2004:
| Omschrijving                   | Totaal | Totaal | Vrouwen | Vrouwen | Mannen | Mannen |
| ------------------------------ | ------ | ------ | ------- | ------- | ------ | ------ |
| eenheid                        | aantal | %      | aantal  | %       | aantal | %      |
| inwoners                       | 33 448 | 100    | 17 048  | 51      | 16 400 | 49     |
| bevolkingsdichtheid (inw./km²) | 441,3  | 441,3  | 224,9   | 224,9   | 216,4  | 216,4  |

In 2002 bedroeg het gemiddelde inkomen per inwoner 1245 zł.

## Aangrenzende gemeenten
Andrychów, Brzeszcze, Kozy, Osiek, Oświęcim, Porąbka, Wieprz, Wilamowice